# Луис Карлос Пратес
Луис Карлос Пратес (род. 26 января 1943 года в Сантиагу, Риу-Гранди-ду-Сул, Бразилия) — бразильский журналист, психолог и спортивный комментатор.

## Биография
Родился в Сантиагу 26 января 1943 года, прожил семь лет на ранчо, затем переехал в Санта-Марию, где провел свою юность.
Луис Карлос начал свою карьеру в 60-х годах в качестве спортивного диктора для Радио Порто Аллегре. В следующем году он перешёл на работу радио Дифусора, а затем радио Гуайба. С 1964 по 1969 год он был корреспондентом в Бразилии для американской газеты «Голос Америки».
В 1970 годах получил образование психолога в Католическом университете понтифика в Риу-Гранде.
Был спортивным комментатором телевидения на четырех чемпионатах мира с 1978 по 1990 год.
В 1981 году он переехал в Крисиуму, а затем во Флорианополис, штат Санта-Катарина, где работал на Record TV и Eldorado TV. В 1983 году он стал координатором спортивного телеканала RBS TV, где комментировал футбольные матчи. Известный своими правыми политическими взглядами, он получил несколько угроз за свои противоречивые комментарии. В одном из них он описал правительство Лулы как «… несчастное…». В 2009 году он защищал возглавляемое военными правительство 1964-85 годов.
Он известен на телевидении особым шармом, который очень нравится зрителям.
С 2018 года сотрудничает с Ric Group,.

## Семья
Дети: Лучиана, Рафаэль, Шейла.